# モナステーロ・ディ・ランツォ
モナステーロ・ディ・ランツォ（伊: Monastero di Lanzo）は、イタリア共和国ピエモンテ州トリノ県にある、人口約300人の基礎自治体（コムーネ）。

## 地理

### 位置・広がり

#### 隣接コムーネ
隣接するコムーネは以下の通り。
- カントーイラ
- チェーレス
- コアッソーロ・トリネーゼ
- ランツォ・トリネーゼ
- ロカーナ
- ペッシネット

## 行政

### 分離集落
モナステーロ・ディ・ランツォには、以下の分離集落（フラツィオーネ）がある。
- Chiaves, Cresto, Cà di Savi, Cà di Sciold, Cà di Tuie, Fornelli, Marsaglia, Mecca, Menulla, Monastero di sotto, San Rocco, Sistina, Stabio